# Victor Liotard
Victor Théophile Liotard (Chandannagar, 17 luglio 1858 – Bordeaux, 22 agosto 1916) è stato un farmacista, esploratore e politico francese.

## Biografia
Figlio di Pierre Louis Charles Liotard e Hélène Elisabeth Françoise Durup de Dombal, Victor Liotard si formò come farmacista navale presso la Naval Medicine School di Rochefort, dove si diplomò con il grado di assistente farmacista nel 1881 e fece carriera come farmacista nella Marine nationale.
Dopo un soggiorno in Guyana francese, accompagnò Joseph Simon Gallieni in una spedizione in Sudan nel 1886. Entrò nel servizio sanitario coloniale nel 1891 e svolse una missione scientifica nel Congo francese insieme a Pietro Savorgnan di Brazzà. Nel 1892, quest'ultimo gli commissionò di studiare l'idrografia del bacino del fiume Congo.
Nel 1891 fu nominato Governatore dell'Ubangi-Sciari dal commissario generale Pietro Savorgnan di Brazzà. Nel giugno 1898 tornò in Francia in congedo legale. Dopo la crisi di Fascioda, Liotard coprì il ruolo di governatore della Colonia del Dahomey (1900-1906), della Nuova Caledonia (1906-1908) e della Guinea (1908-1910). Fu promosso Ufficiale della Legion d'Onore nel 1899.
È il padre dell'esploratore Louis Victor Liotard (1904-1940) e di Jeannette Liotard e Roger Liotard.

## Opere
- "Les Races de l’Ogoué, notes anthropologiques", ’Anthropologie, Tome VI, pp. 53-64, 1895
- “Analyse des eaux du Gabon et du Congo”, Archives de médecine Navale et Coloniale, pp.81-95,  agosto 1891
- "Chari-Tchad. La mission Chevalier", Bull. Soc. Géo. Tolosa, 1893